# Guerriglia metropolitana per il comunismo
La Guerriglia metropolitana per il comunismo è stata un'organizzazione comunista armata fondata dagli esponenti fuoriusciti dalle Brigate Rosse e dal Partito della guerriglia di Giovanni Senzani, dopo il suo arresto.

## Tesi economiche e politiche
Questa organizzazione armata nacque nel 1987 dai latitanti delle Brigate Rosse-Partito Guerriglia a cui si aggiunsero anche gli ultimi superstiti dell'Autonomia operaia, e la GMC riprendeva le tesi dell'ideologo comunista Giovanni Senzani, il quale sosteneva che la rivoluzione proletaria andava fatta coinvolgendo nella lotta armata per il comunismo, tutte le categorie sociali che erano contrarie al capitalismo, e che fossero anche emarginati sociali di vario tipo, dai piccoli delinquenti comuni estranei alle organizzazioni criminali di tipo mafioso, ai sottoproletari disoccupati che erano però maltrattati dagli stati capitalisti. Questa organizzazione che era legata alle Brigate Rosse, aveva anche come obbiettivo di praticare la pratica dell'esproprio proletario, che consisteva nei furti e nelle rapine in banca per distribuire i soldi ed il ricavato tra le famiglie e le persone in difficoltà economica, fossero proletari o sottoproletari delle città italiane ed europee.

## Le alleanze internazionali della GMC
Inoltre i membri di questa organizzazione cercarono di  allearsi con i guerriglieri degli altri paesi del mondo, poiché sostenevano le tesi dell'internazionalismo proletario e riuscirono a creare dei contatti con le formazioni guerrigliere straniere sia comuniste che repubblicane di sinistra, come l'Ira, l'Eta, AD RAF e CCC che agivano in Europa, e il gruppo di al-Fatah di Abu Nidal denominato Consiglio Rivoluzionario di al-Fath, che a sua volta era alleato con le Frazioni Armate Rivoluzionarie Libanesi che insieme volevano la nascita della Repubblica di Palestina. La GMC tar le motivazioni con cui stabilirono dei contatti con le varie organizzazioni comuniste e repubblicane europee, cerano anche le questioni militari che riguardavano anche il traffico d'armi tra le organizzazioni guerrigliere, per compiere le azioni armate in Europa ed in Palestina.

## Le azioni armate
La prima uscita di questo gruppo avvenne durante una rapina, fatta ai danni di un furgoncino delle Poste italiane, che trasportava 2 miliardi, nello scontro a fuoco che ne seguì si risolse nella cosiddetta strage di via Prati di Papa a Roma, il 14 febbraio 1987, durante la quale furono uccisi i due agenti Rolando Lanari e Giuseppe Scravaglieri. Dopo la strage, fu scelto un obbiettivo che fosse un militare ma anche un produttore e venditore d'armi. Dopo alcuni appostamenti e pedinamenti venne scelto il generale Licio Giorgieri, il quale venne ucciso a colpi di mitra sotto casa sua il 20 marzo 1987. Esattamente un anno dopo, il 16 aprile 1988 decisero di uccidere a Forlì il senatore democristiano Roberto Ruffilli.

## La fine del gruppo
Dopo questi tre omicidi, in seguito ad una massiccia operazione fatta dalla polizia, il gruppo venne smantellato nel 1990 e vennero scoperti covi a Milano e a Bologna.